# Carrozze autosganciabili
Le carrozze autosganciabili (note nelle isole britanniche come slip coaches, slip carriages o slip portion, note in America come flying switches) sono carrozze ferroviarie progettate per poter essere sganciate da un'altra carrozza in un treno in movimento, per poi venir rallentate da un operatore con il sistema frenante di bordo e raggiungere in sicurezza la stazione.

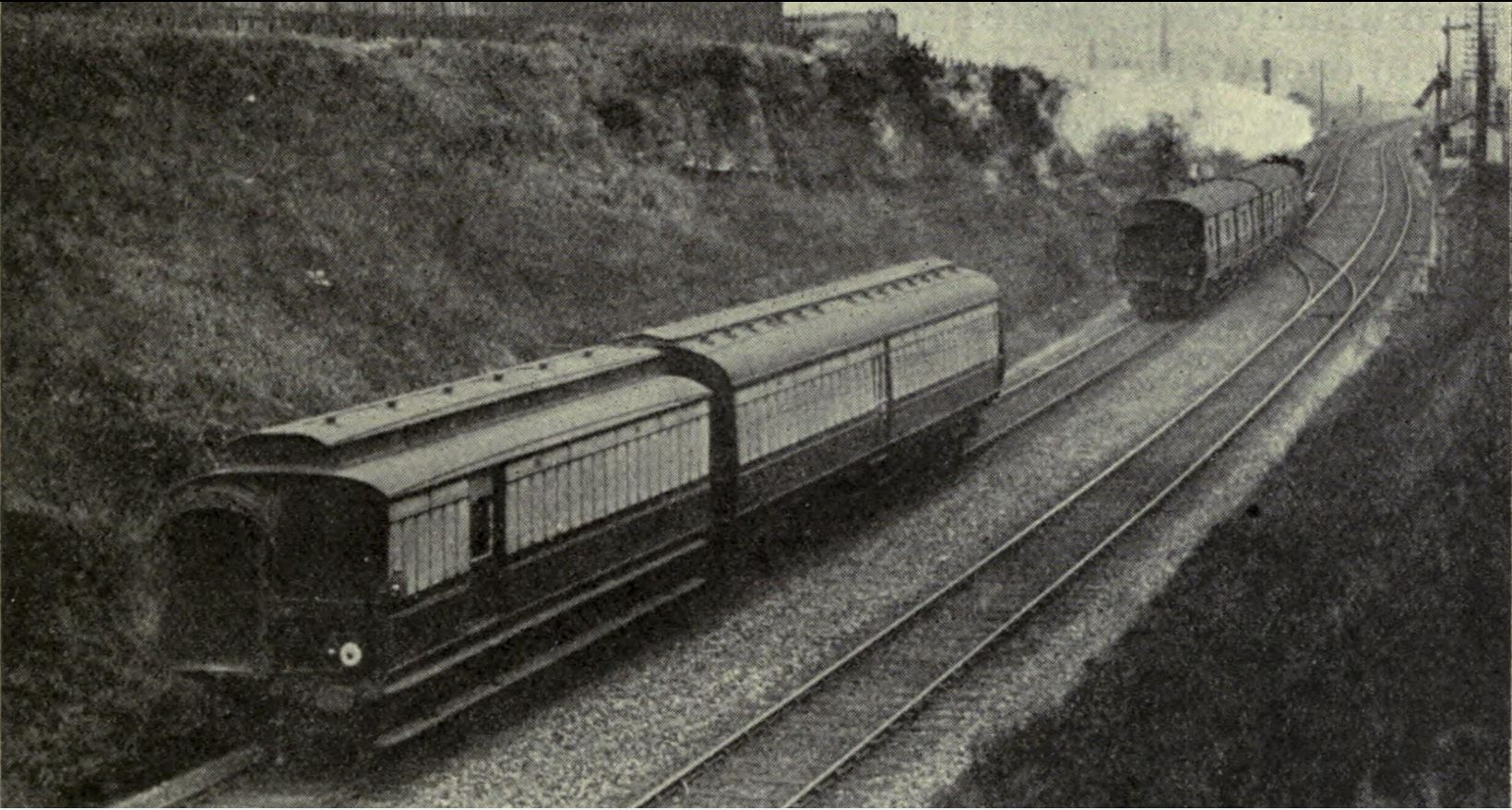
Due carrozze postali GWR Mail appena sganciate da un treno a Bedminster, distretto di Bristol

Questo tipo di carrozze venne utilizzato nelle ferrovie britanniche e irlandesi tra il 1858 e il 1960: durante questo periodo le compagnie ferroviarie inglesi si facevano concorrenza e si sforzavano a rendere i tempi di percorrenza i più veloci possibile, evitando ove possibile le soste intermedie.

## Storia
Le prime vere e proprie carrozze autosganciabili sono entrate in servizio nella London, Brighton and South Coast Railway (LB&SCR) nel febbraio del 1858. Le prime carrozze messe in opera da un treno in movimento sono state sganciate da un treno partito da London Bridge e diretto a Brighton, che ha sganciato delle carrozze alla stazione di Haywards Heath dirette verso Lewes e Hastings. La Great Western Railway (GWR) fu la seconda ferrovia ad utilizzare le carrozze autosganciabili; le prime entrarono in servizio il 28 novembre 1858 e vennero sganciate a Slough e Banbury da un treno partito a Paddington e diretto a Birmingham. 
Anche la South Eastern Railway (SER) fu una delle prime ferrovie ad utilizzare le carrozze autosganciabili; potrebbero anche aver iniziato ad utilizzarle prima della LB&SCR, perché una tabella con scritti gli orari di un treno del gennaio 1858 riporta che nel treno delle quattro e venticinque del pomeriggio i passeggeri scesero a Etchingham, ma il treno non fermava ad Etchingham. Come i passeggeri siano scesi dai treni è ignoto, ma non ci sono prove corroboranti che indichino l'uso di carrozze autosganciabili. 
Le altre ferrovie britanniche iniziarono ad usare le carrozze autosganciabili, con 58 sganciamenti giornalieri effettuati da 9 compagnie ferroviarie nel 1875 e 189 sganciamenti giornalieri effettuati da 12 compagnie nel 1914, quando le carrozze autosganciabili erano al loro apice. Durante la prima e la seconda guerra mondiale, il servizio delle carrozze autosganciabili scomparve a causa delle carenze di personale. Dopo la prima guerra mondiale, il servizio era meno prioritario a causa dell'arretratezza della manutenzione causata da 4 anni di guerra e dalla diminuzione degli operatori ferroviari a causa dei decessi in guerra. Perciò, il numero di sganciamenti giornalieri si abbassò ad 8 nel 1918 e raggiunse un picco postbellico di 47 sganciamenti nel 1924. Successivamente iniziò il declino delle carrozze autosganciabili. Secondo il Manchester Guardian, la ragione più impellente del declino delle carrozze autosganciabili era che i passeggeri di queste carrozze non avevano accesso alla carrozza ristorante. Dopo la  seconda guerra mondiale sì tornò a usare le carrozze autosganciabil, fino a un massimo di 5 sganciamenti giornalieri. Poi, nel sud-est del Regno Unito iniziò il processo di elettrificazione delle ferrovie, consentendo di effettuare viaggi più rapidi e di trasportare più passeggeri. 
Dopo la nazionalizzazione delle ferrovie britanniche avvenuta tra il 1947 e il 1948, che portò all'unificazione delle compagnie ferroviarie britanniche e alla creazione della British Railways, l'unica area dove rimasero in servizio le carrozze autosganciabili era la regione più ad ovest, la Western Region, dove era situata la Great Western Railway. L'ultimo sganciamento di due carrozze autosganciabili avvenne il 7 giugno 1960 a Didcot, e l'ultimo sganciamento di una carrozza autosganciabile avvenne a Bicester, alla stazione di Bicester North, il 10 settembre 1960.

### L'ultima carrozza autosganciabile
L'ultima carrozza autosganciabile è una carrozza della GWR che è stata trasformata in un alloggio per le vacanze a St Germans, in Cornovaglia.

## Funzionamento
Le carrozze autosganciabili avevano una cabina gestita da un operatore, dove erano situati il freno e il fermo per sganciare il gancio di trazione. Queste carrozze avevano un gancio apposito che poteva essere di due tipi: poteva essere un grillo snodato o un gancio incernierato. Nel primo, la parte della barra di traino che passa attraverso una piastra di acciaio fissata alla testa di rotazione o alla soglia terminale del telaio della carrozza è la stessa di un normale giunto; ma il gancio stesso è incernierato nella parte inferiore, il che consente al "naso" del gancio di oscillare in avanti e cadere, liberando così il grillo di accoppiamento. Quando il gancio è chiuso, una barra scorrevole sporge dalla testa di rotazione appena sopra il gancio, poggia sulla sua estremità e impedisce che si sollevi e cada in avanti. L'altra estremità della barra scorrevole è collegata a una leva nella carrozza del capotreno. La maniglia incernierata funziona su un gancio fisso. È molto semplice da usare e funziona esattamente nello stesso modo di un comune lucchetto a scatto, con un fermo mantenuto in posizione chiusa da una molla. Una corda o una catena robusta è attaccata al fermo; e quando questo viene tirato dal capotreno, la maniglia si apre (proprio come fa la maniglia del lucchetto quando la chiave viene inserita e girata) e il gancio di trazione cade. 

## Nei media
Le carrozze autosganciabili appaiono anche ne Il trenino Thomas, nell'episodio Duck e le carrozze autosganciabili della diciottesima stagione.